# Глаукс приморский
Глаукс приморский, или Млечник приморский (лат. Lysimachia maritima) — травянистое растение, вид рода Вербейник (Lysimachia) семейства Первоцветные (Primulaceae). Переводом современного научного латинского названия является Вербейник приморский, однако вид чаще встречается под устаревшим синонимичным именованием по роду Глаукс (Glaux) или Млечник, куда включался ранее.

## Название
Научное название рода Glaux впервые встречается в 1700 году у Жозефа Питтона де Турнефора. В 1753 году Карл Линней использовал его в Species plantarum. У Диоскорида названием др.-греч. γλαυξ (глаукс) именуется некое прибрежное растение.

## Ботаническое описание

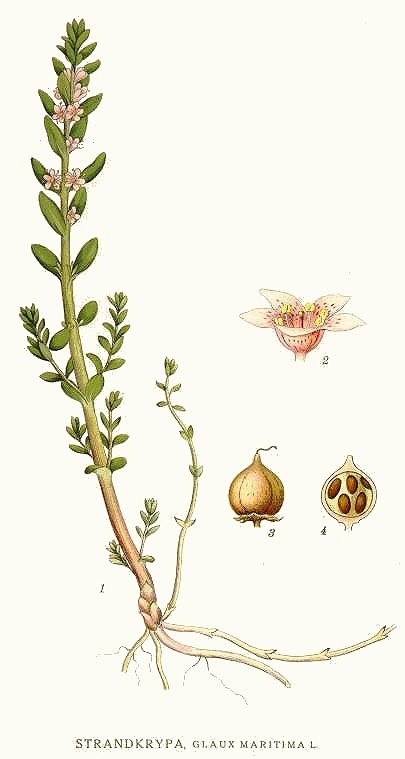

Глаукс приморский — небольшое корневищное многолетнее травянистое растение с прямостоячими или приподнимающимися стеблями, не превышающими 25 см в высоту.
Листья расположены в мутовках по четыре, однако в верхней части стебля иногда очерёдные, без черешков, до 1,5 см длиной, цельнокрайные, в очертании продолговато-ланцетные, линейные или лопатчатые.
Цветки одиночные, в пазухах верхних листьев, на очень коротких цветоножках. Венчик отсутствует. Чашечка венчиковидная, окрашенная в розовый или белый цвет, разделённая на 5 продолговато-обратнояйцевидных сегментов. Тычинки в количестве пяти, приросшие к основанию чашечки, с яйцевидными пыльниками. Пестик нитевидный, с головчатым рыльцем и яйцевидной завязью.
Плод — шаровидная пятигнёздная коробочка до 3 мм в диаметре.
Число хромосом 2n = 30.

## Распространение и экология

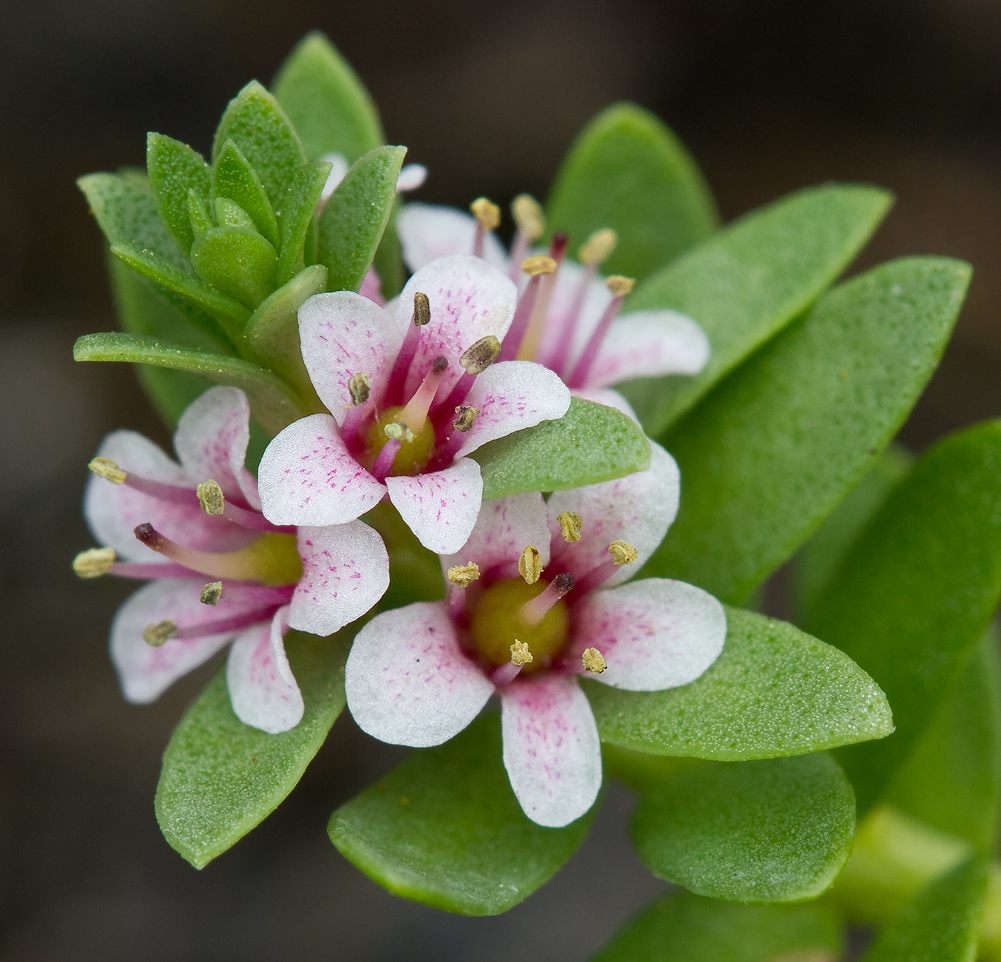
Цветки крупным планом. Хорошо видна розоватая чашечка (выглядящая как венчик)

Глаукс приморский широко распространён по всем умеренной и субарктической зонах Северного полушария. В России встречается на севере Европейской части, по всей Западной Сибири, на юге Восточной Сибири и на Дальнем Востоке.

## Таксономия
- Lysimachia maritima  (L.) Galasso, Banfi & Soldano, 2005, Atti Soc. Ital. Sci. Nat. Mus. Civico Storia Nat. Milano 146: 229

Вид Вербейник приморский относится к роду Вербейник (Lysimachia) семейства Первоцветные (Primulaceae) порядка Верескоцветные (Ericales) последовательно входящего в клады Астериды → Суперастериды → Эвдикоты → Цветковые растения. Таксономическая схема в соответствии с Системой APG IV по состоянию на декабрь 2023 года:
|  |                          |  |                                   |                                   |                        |  | еще 21 семейство | еще 21 семейство |                          |  |  |  | еще 255 подтвержденных видов и 66 видов в статусе "неподтвержденных" |
|  |                          |  |                                   |                                   |                        |  | еще 21 семейство | еще 21 семейство |                          |  |  |  | еще 255 подтвержденных видов и 66 видов в статусе "неподтвержденных" |
|  |                          |  |                                   | порядок Верескоцветные            |                        |  |                  |                  | род Вербейник            |  |  |  |                                                                      |
|  |                          |  |                                   | порядок Верескоцветные            |                        |  |                  |                  | род Вербейник            |  |  |  |                                                                      |
|  | клада Цветковые растения |  |                                   |                                   | семейство Первоцветные |  |                  |                  | вид Вербейник приморский |  |  |  |                                                                      |
|  | клада Цветковые растения |  |                                   |                                   | семейство Первоцветные |  |                  |                  |                          |  |  |  |                                                                      |
|  |                          |  | ещё 63 порядка цветковых растений | ещё 63 порядка цветковых растений |                        |  |                  | еще 57 родов     | еще 57 родов             |  |  |  |                                                                      |
|  |                          |  |                                   | ещё 63 порядка цветковых растений |                        |  |                  |                  | еще 57 родов             |  |  |  |                                                                      |

### Синонимы
- Glaucoides maritima Lunell
- Glaucoides maritima var. obtusifolia Lunell
- Glaux generalis E.H.L.Krause
- Glaux maritima L.
- Glaux maritima subsp. obtusifolia (Fernald) B.Boivin
- Glaux maritima var. angustifolia B.Boivin
- Glaux maritima var. macrophylla B.Boivin
- Glaux maritima var. obtusifolia Fernald
- Glaux maritima var. rosea Freyn
- Glaux spicata Phil. ex R.Knuth
- Lysimachia maritima var. obtusifolia (Fernald) Yonek.
- Vroedea maritima Bubani